# Gigny (Jura)
Gigny sur Suran é uma comuna francesa na região administrativa de Borgonha-Franco-Condado, no departamento de Jura. Estende-se por uma área de 16,04 km². Em 2010 a comuna tinha 287 habitantes (densidade: 17,9 hab./km²).